# Thaia decembris
Thaia decembris är en insektsart som beskrevs av Irena Dworakowska 1984. Thaia decembris ingår i släktet Thaia och familjen dvärgstritar. Inga underarter finns listade i Catalogue of Life.